# ロイヤルコーギー レックスの大冒険
『ロイヤルコーギー レックスの大冒険』（原題：The Queen's Corgi）は、2019年制作のベルギーのアニメーション映画。
イギリスのエリザベス女王の愛犬ロイヤルコーギーをモデルに、宮殿を飛び出した1匹の犬の冒険と成長を描いた映画。エリザベス女王や、ドナルド・トランプアメリカ合衆国大統領（当時）・メラニア・トランプ夫妻も登場する。

## あらすじ
天性の可愛さを持つレックスをプレゼントされ、エリザベス女王はトップドックに任命する。しかし親友のふりをしていたチャーリーは嫉妬心からレックスを消そうとする。レックスは持ち前の明るさで仲間や恋人を自分自身で見つけ、更に勇敢になりお城に戻る。トップドックの地位にこだわり、足元が見えなくなったチャーリーに程よくお仕置きをして、最良の幸運を仲間に与えるレックスの勇敢な物語。

## キャスト
※日本語吹き替えキャスト
- レックス：中村悠一[5]
- ワンダ：沢城みゆき[5]
- チャーリー：落合弘治[5]
- ネルソン：岩崎ひろし[5]
- マーガレット：清水はる香[5]
- ミッツィ：たかはし智秋[5]
- ジャック：佐藤せつじ[5]
- バーナード：後藤光祐[5]
- タイソン：菊池通武[5]
- チーフ：拝真之介[6]
- 女王：宮沢きよこ[6]
- ポラックス：浦山迅[6]
- 公爵：斎藤志郎[6]
- カスター：いとうさとる[6]
- パトモア：岡純子[6]
- トランプ大統領：後藤光祐[6]
- メラニア：松本佳奈[6]
- ジンジャー：越後屋コースケ[6]